# Rendez-vous sur la Riviera
Pour plus de détails, voir Fiche technique et Distribution.
Rendez-vous sur la Riviera (Appuntamento in Riviera) est un musicarello italien réalisé par Mario Mattoli et sorti en 1962.

## Synopsis
Dans le cabinet d'un avocat, deux jeunes mariés racontent leur histoire. Le chanteur Tony réussit à obtenir le succès tant espéré et peut ainsi épouser sa fiancée. Mais une clause de son contrat d'enregistrement l'oblige à rester célibataire pendant deux ans. La maison de disques peut ainsi, à des fins promotionnelles, répandre de faux ragots, comme celui d'une liaison d'abord avec une actrice japonaise, puis avec la célèbre chanteuse Mina, qui alarme sa femme.

## Fiche technique
- Titre original italien : Appuntamento in Riviera[1]
- Titre français : Rendez-vous sur la Riviera[2]
- Réalisateur : Mario Mattoli
- Scénario : Vittorio Metz, Roberto Gianviti (it)
- Photographie : Marco Scarpelli (it)
- Montage : Adriana Novelli (it)
- Musique : Gianni Ferrio
- Décors : Arrigo Equini (it)
- Costumes : Giulia Mafai (it)
- Production : Roberto Dandi, Antonio Girasante
- Société de production : Serena Film
- Pays de production :  Italie
- Langue originale : italien
- Format : Couleurs par Ferraniacolor - 1,37:1 - Son mono - 35 mm
- Durée : 92 minutes
- Genre : Musicarello
- Dates de sortie :
  - Italie : 6 août 1962
  - France : 21 avril 1965[2]

## Distribution
- Tony Renis : Tony
- Mina : elle-même
- Graziella Granata : Laura
- Maria Letizia Gazzoni : Patrizia, la sœur de Laura
- Francesco Mulè : le commendataire Marengoni
- Piero Mazzarella : Cazzaniga
- Toni Ucci : Giacomo
- Pietro Tordi : L'avocat
- Giulio Girola : Commendatore Bassi, l'éditeur
- Joe Sentieri : lui-même
- Mimmo Palmara : Ingénieur De Marchi
- Lia Zoppelli : la journaliste
- Annarosa Garatti : Arianna Bassi
- Enrico Ardizzone : le père de Laura
- Santo Versace : Carlo
- Milva : elle-même
- Claudio Villa : lui-même
- Geronimo Mazzini : Lui-même
- Leo Gavero : Ruggeri
- Armando Migliari : Professeur
- Midori Fukani : La fille japonaise
- Arturo Testa : lui-même
- Lilli Lembo :
- Luigi Dameri : Le curé de la paroisse
- Franco Califano :